# Chiesa di San Leonardo (Malgrate)
La chiesa di San Leonardo è la parrocchiale di Malgrate, in provincia di Lecco e arcidiocesi di Milano; fa parte del decanato di Lecco.

## Storia
Dal Liber Notitiae Sanctorum Mediolani, redatto da Goffredo da Bussero nel XIII secolo, s'apprende che la chiesa malgratese dipendeva dalla pieve di Garlate; successivamente passò alla pieve di Lecco.
Nel XVI secolo la chiesa fu riedificata con una lunghezza di tre campate, come testimoniato anche dalla relazione della visita del vicario generale Falco Caccia, datata 28 agosto 1550.
Malgrate venne elevata a parrocchia autonoma il 15 settembre 1607 tramite decreto dell'arcivescovo di Milano Federico Borromeo, con territorio dismembrato dalla pievania di San Nicolò di Lecco.
L'arcivescovo Giuseppe Pozzobonelli, durante la sua visita pastorale del 1746, trovò che la parrocchiale di San Leonardo di Malgrate, in cui aveva sede la scuola del Santissimo Sacramento, aveva come filiali i due oratori di San Giuseppe e di Sant'Antonio Abate e che i fedeli ammontavano a 516.
Tra il 1812 e il 1815 la chiesa venne interessata da un intervento di rifacimento e di restauro condotto su progetto dell'architetto Giuseppe Bovara.
Nella relazione della visita del 1897 dell'arcivescovo Andrea Carlo Ferrari si legge che la parrocchiale, che aveva alle proprie dipendenze gli oratori di San Giuseppe e dei Santi Antonio Abate e di Padova, era sede della confraternita del Santissimo Sacramento e che il numero dei fedeli era pari a 760.
Nel 1972, con la riorganizzazione territoriale dell'arcidiocesi voluta dal cardinale Giovanni Colombo, la parrocchia entrò a far parte del decanato di Lecco, nato dalla trasformazione del precedente omonimo vicariato.
La chiesa venne adeguata alle norme postconciliari nel 1995 con l'aggiunta dell'altare rivolto verso l'assemblea; l'edificio fu poi restaurato completamente nel 1999 e il 19 marzo dell'anno successivo il vescovo Angelo Scola inaugurò la parrocchiale rinnovata con la consacrazione dell'altare.

## Descrizione

### Esterno
La simmetrica facciata della chiesa, rivolta a sudovest, è scandita da quattro semicolonne d'ordine tuscanico, sorreggenti la trabeazione e il frontone dentellato, e presenta centralmente il portale maggiore timpanato e sopra una finestra a lunetta; ai lati vi sono due ali minori, caratterizzate da lesene e dagli ingressi secondari.
Annesso alla parrocchiale è il campanile a base quadrata, la cui cella presenta su ogni lato una monofora a tutto sesto ed è coronata dalla guglia conica.

### Interno
L'interno dell'edificio si compone di un'unica navata, sulla quale si affacciano le cappelle laterali, introdotte da archi a tutto sesto ed intercomunicanti tra di loro, e le cui pareti sono scandite da paraste sorreggenti la trabeazione modanata e aggettante sopra la quale si imposta la volta a botte; al termine dell'aula si sviluppa il presbiterio, rialzato di due gradini, ospitante l'altare maggiore e chiuso dalla parete di fondo piatta.
Qui sono conservate diverse opere di pregio, tra le quali il fonte battesimale, costruito tra il 1660 e il 1670, e alcuni dipinti eseguiti dal lecchese Giacomo Marelli nel XIX secolo.